# Dubois de Saligny

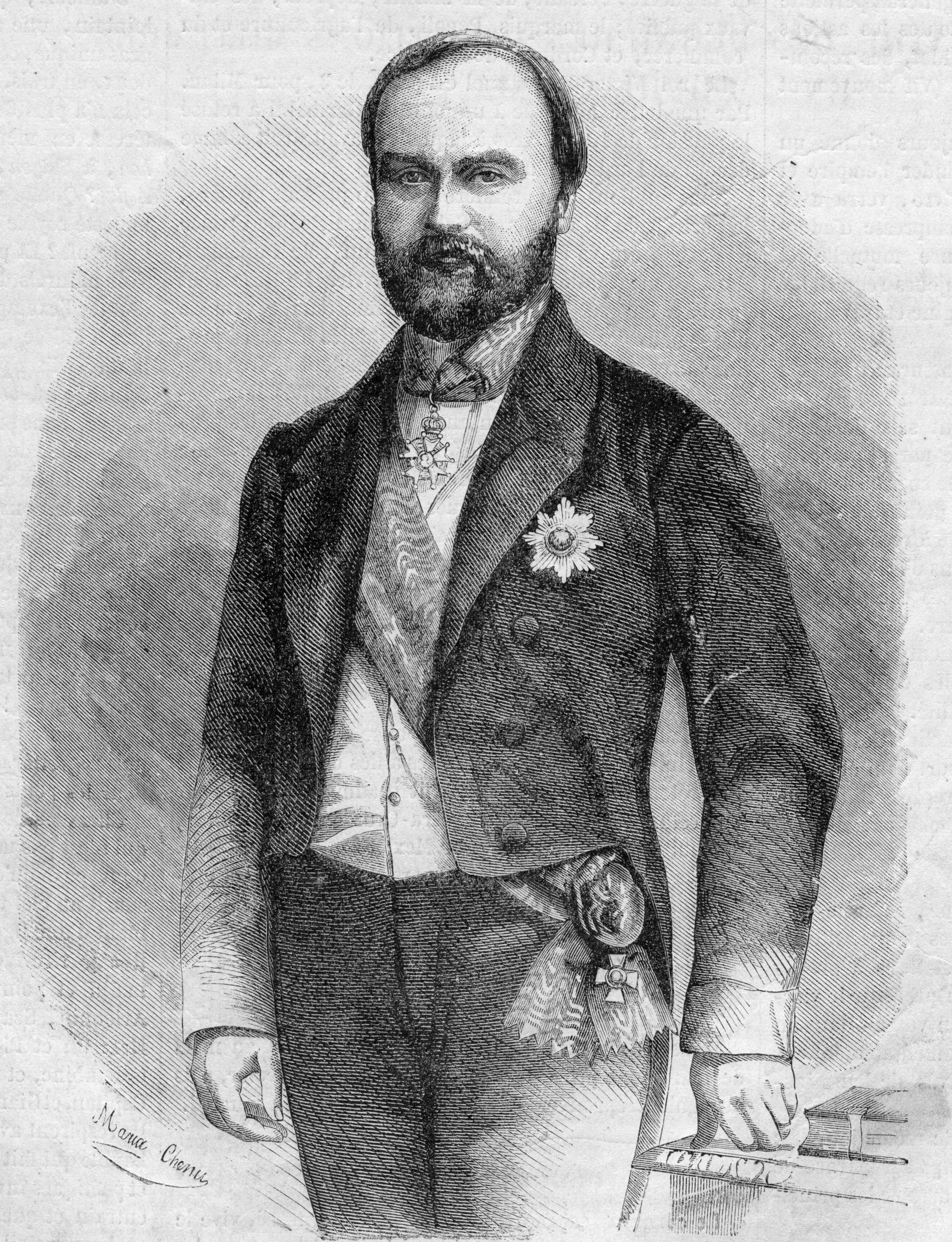
Dubois de Saligny, ministre de France au Mexique (L'Illustration, 1862)

Jean Pierre Isidore Alphonse Dubois fue un diplomático y político nacido en Caen, Francia el 8 de abril de 1809. Comenzó su carrera diplomática en 1831, y más tarde sirvió en las embajadas francesas de Hannover, Grecia y Estados Unidos. Cuando se instituyó la República de Texas, en 1836, fue comisionado como embajador en la nueva nación. En la primavera de 1839 visitó Galveston y Houston, así como el área costera conocida como Matagorda. Sus informes al gobierno francés impulsaron que el país galo firmara un tratado de navegación, comercio y amistad con la nueva república.  
Poco después encabezó una nueva embajada en Austin, en enero de 1840. Se estableció en la posada de Richard Bullock, en West Pecan Street, donde recibía a los enviados del gobierno tejano. Compró veintiún acres de tierra en la parte oeste de la ciudad y comenzó la construcción de la embajada francesa, que hoy en día aún se mantiene en pie. En su calidad de sólido donador a la Iglesia católica, colaboró en ese periodo con John Timon y Jean Marie Odin en pro del rescate de las iglesias tomadas durante los años de la revolución. El papa Gregorio XVI, más tarde, le premió con la Orden de San Gregorio el Grande. 

## Segunda intervención francesa
Participó en la segunda intervención francesa, acompañado por el general Conde de Lorencez y Juan Almonte (Hijo de Morelos), exigió al ministro Manuel Doblado el pago inmediato de la deuda, que incluía un cobro exagerado por parte de la casa Jecker por los destrozos causados durante la Guerra de Reforma, y tener un control total y absoluto a las aduanas.